# IPod touch (第1世代)
iPod touchとは、Appleが開発、発売していたiPod touch第1世代目のモデルである。

## 概要
初代iPhone（2007年6月29日米国発売）より携帯電話ネットワークを介しての電話・インターネット機能を削除したタッチスクリーン機器として2007年9月5日（日本時間9月6日）に公表され、日本では2007年9月22日より出荷が開始された。
これまでのiPodにはないタッチパネルを搭載し、Wi-Fiに接続してiTunes Music Store（現iTunes Store）、Safariでブラウジング、YouTubeを見るといった事が出来る。また、アップデートによって内蔵のAppが追加されApp Storeが追加されてからは、Appをインストール出来るようになった。
ミュージックでは、本体を横向きにするとCover Flowが表示され、他のiPodではホイールで操作したのに対して、本モデルでは左右にスワイプしたりタッチ操作が出来る。
これまでのiPodのように外部ストレージとして利用する事は出来ない。iPhoneとの違いは、スピーカー、マイク、ボリュームボタン、カメラ、GPSが搭載されていないことである。位置情報サービスは、周辺のWi-Fiアクセスポイントからおおよその位置が割り出され表示される。周辺にアクセスポイントが多ければ精度は向上する。

## iPhone OS Software Update
iPhone OS Software UpdateをiTunes経由でアップデートできる。アップデートはメジャーアップデートごとに有償。

## OS
iPhone OS 1.1が出荷時に搭載。2.2.1までアップデートできる（有償アップデートあり）。アップデートはPCのiTunesを使って行う。初期セットアップもiTunesに接続して行う。